# Endstation Mond
Endstation Mond (Originaltitel: Destination Moon) ist ein US-amerikanischer Science-Fiction-Film aus dem Jahr 1950. Die Erstaufführung fand am 27. Juni 1950 statt. In Deutschland ist der Film auch unter den DVD-Titeln Rakete zum Mond und Ziel Mond bekannt. Der in Farbe gedrehte Film erzählt die Geschichte einer privat finanzierten Reise zum Mond. Er basiert auf einem Roman von Robert A. Heinlein.

## Handlung
Nachdem ein US-amerikanisches Projekt zur ersten Mondlandung durch einen Unfall gescheitert ist, wird der Bau einer Rakete durch Jim Barnes, einen Großindustriellen, finanziert. Barnes will damit anderen Nationen, die eventuell ebenfalls einen Mondflug planen könnten, zuvorkommen, da man vom Mond aus die Erde mit Raketen bedrohen könnte.
Als Barnes Projekt kurz vor der Abflugphase steht, verbietet die US-Regierung den Start, da sich herausgestellt hat, dass der damalige Unfall durch Sabotage verursacht wurde. Ein Gerichtsbeschluss soll den Start verhindern, da die Öffentlichkeit befürchtet, es könne Radioaktivität durch den Atomreaktor der Rakete freiwerden. Barnes gibt seiner Besatzung jedoch die Anweisung zu starten. Die während des Fluges auftretenden Probleme werden von der Besatzung gelöst, und schließlich landen die ersten Menschen auf dem Mond.
Bei den Vorbereitungen zum Rückflug wird schnell klar, dass zu wenig Treibstoff vorhanden ist, und dadurch einer der Astronauten auf dem Mond zurückbleiben muss. Die Besatzung löst auch dieses Problem, indem sie alles, was nicht lebensnotwendig ist, vor dem Start über Bord wirft.

## Kritik
Aufgrund seiner politischen Aussage ist Endstation Mond vielfach als Propagandamachwerk beschrieben worden. Dabei gilt er bei vielen als der erste moderne Science-Fiction-Film. Heinlein, der auch am Drehbuch mitarbeitete, galt manchen als rechtsgerichteter Hardliner der Science-Fiction (siehe dazu auch Starship Troopers).
In Heinleins Roman haben die Nationalsozialisten schon Atomwaffen auf dem Mond stationiert, im Film wird eine konkurrierende Nation nur angedeutet, aber die Warnung, man könne vom Mond aus Atomraketen auf die Erde schießen, ist für die Finanziers das entscheidende Argument. Die US-Amerikaner nehmen den Mond feierlich und mit Gottes Hilfe für die Menschheit in Besitz.
Heute technisch völlig überholt, wurde bei der Ausstattung des Films Wert auf Authentizität und das zu dieser Zeit technisch Machbare gelegt. Mondlandschaft und Rakete (für die „Außenaufnahmen“ im All) sind gezeichnet worden. Kurios ist ein Werbefilm mit Woody Woodpecker, der den Finanziers das technische Prinzip erklärt.
Mit Fritz Langs Film Frau im Mond aus dem Jahre 1929 hat Endstation Mond gemein, dass das Mondunternehmen von bösen Mächten gestört wird, dass diese aber nach dem Start der Rakete keine Bedeutung mehr haben (der Gangster bei Lang handelt aus eigenem Antrieb). Die Spannung am Ende der Filme soll dadurch erzeugt werden, dass aus technischen Gründen nicht alle Mondfahrer mit zurückfliegen können. Anders als bei Langs Film wird in Endstation Mond der Bösewicht sogar nur angedeutet.
Einzelkritiken:
- „Utopische Unterhaltung im Dienste amerikanischer Militärstrategie. Einige belehrende Zeichentricks für alt und jung.“ – 6000 Filme. Kritische Notizen aus den Kinojahren 1945 bis 1958. Handbuch V der katholischen Filmkritik, 3. Auflage, Verlag Haus Altenberg, Düsseldorf 1963, S. 96
- „… So wurde der Film, seiner politischen Aussage nach, ein Propagandamachwerk und Vorbild für viele amerikanische Space Operas. Die feierliche Inbesitznahme des Mondes durch die Vertreter Amerikas geschieht dabei grundsätzlich im Namen der freien Welt und mit „Hilfe Gottes“, um für das strategische „Gleichgewicht“ zu sorgen … Es entstand ein halbdokumentarischer Spielfilm mit unbekannten Schauspielern, dafür aber ziemlich hohen Kosten (rund 600 000 Dollar), der heutzutage, da vom technischen Inhalt her völlig überholt, nur noch Filmgeschichte darstellt …“ – Hahn/Jansen, Lexikon des Science Fiction Films

## Sonstiges
- Endstation Mond basiert auf dem Roman Rocket Ship Galileo (1947, dt. 1951) von Robert A. Heinlein
- Die Kosten für den Film beliefen sich auf 600.000 Dollar.
- Deutschland-Start war der 10. Juli 1951, in Österreich war es der Januar 1952.[1]

## Auszeichnungen
- 1951: Oscar in der Kategorie Beste Spezialeffekte (Devereaux Jennings, Gordon Jennings und Paul K. Lerpae)
- 1951 Bronzener Bär auf der Berlinale 1951 in der Kategorie Abenteuer- und Kriminalfilme